# 阿尔瓦拉特德拉斯诺格拉斯
阿尔瓦拉特德拉斯诺格拉斯，是西班牙卡斯蒂利亚-拉曼恰昆卡省的一个市镇。总面积40平方公里，总人口366人（2001年），人口密度9人/平方公里。